# Daventry
Daventry är en stad och civil parish i grevskapet Northamptonshire i England. Staden ligger cirka 18 kilometer väster om Northampton samt cirka 29 kilometer sydost om Coventry. Tätorten (built-up area) hade 23 879 invånare vid folkräkningen år 2011. Daventry nämndes i Domedagsboken (Domesday Book) år 1086, och kallades då Daventrei.